# CAVOK
CAVOK (ausgesprochen [ˌkævoʊˈkeɪ]) ist eine Wetterbeschreibung in der Luftfahrt. Der Wetterschlüssel steht für Ceiling And Visibility OK (dtsch. Wolkendecke und Sicht in Ordnung) und besagt gute Sichtflugbedingungen ohne limitierende Einschränkungen. Verwendet wird er unter anderem in ATIS-Meldungen, bei Meteorological Aviation Routine Weather Report (METAR) und Terminal Aerodrome Forecast (TAF).

## Bedingungen
Folgende Bedingungen sind gleichzeitig nötig, damit die Wetterlage als CAVOK klassifiziert wird:
- Bodensicht (Horizontalsicht) 10 km oder mehr
- Die minimale horizontale Sichtweite am Boden erfüllt nicht die Bedingungen für die Meldung eines markanten richtungsabhängigen Sichtweitenunterschiedes
- Keine Wolken unter 5000 ft oder der höchsten minimum sector altitude, MSA, falls diese höher ist
- Keine Gewitterwolken (Cumulonimbus) und keine Wolken der Art Cumulus congestus, in der Luftfahrt als Towering Cumulus bezeichnet, unabhängig von deren Untergrenze
- Keine signifikanten Wettererscheinungen (Niederschlag, sichtbehindernde meteorologische Erscheinungen wie Dunst, Rauch oder Staub etc.)

## Beispiel
Das METAR für den Flughafen Malta vom 27. September 2020, 11:45 Uhr UTC: LMML 271145Z 17013KT 130V200 CAVOK 25/16 Q1011 NOSIG

## Trivia
Eine ukrainische Frachtfluggesellschaft trägt den Namen Cavok Airlines.
Da das Kürzel CAVOK in einem METAR oder TAF eine ganze Reihe von Angaben ersetzt (Sichtweite, Wolken, Wettererscheinungen), wird gelegentlich scherzhaft behauptet, Piloten könnten bei einem Wetterbericht allein an der Länge erkennen, ob das Wetter gut oder schlecht ist. Entsprechende Lineale, die an einem METAR oder TAF in Textform angelegt werden und mit Angaben wie „Fly“, „Check Weather“, „Cancel Flight“ beschriftet sind, sind zu einem Internet-Meme geworden und werden als Scherzartikel angeboten.